# Lacus Bonitatis

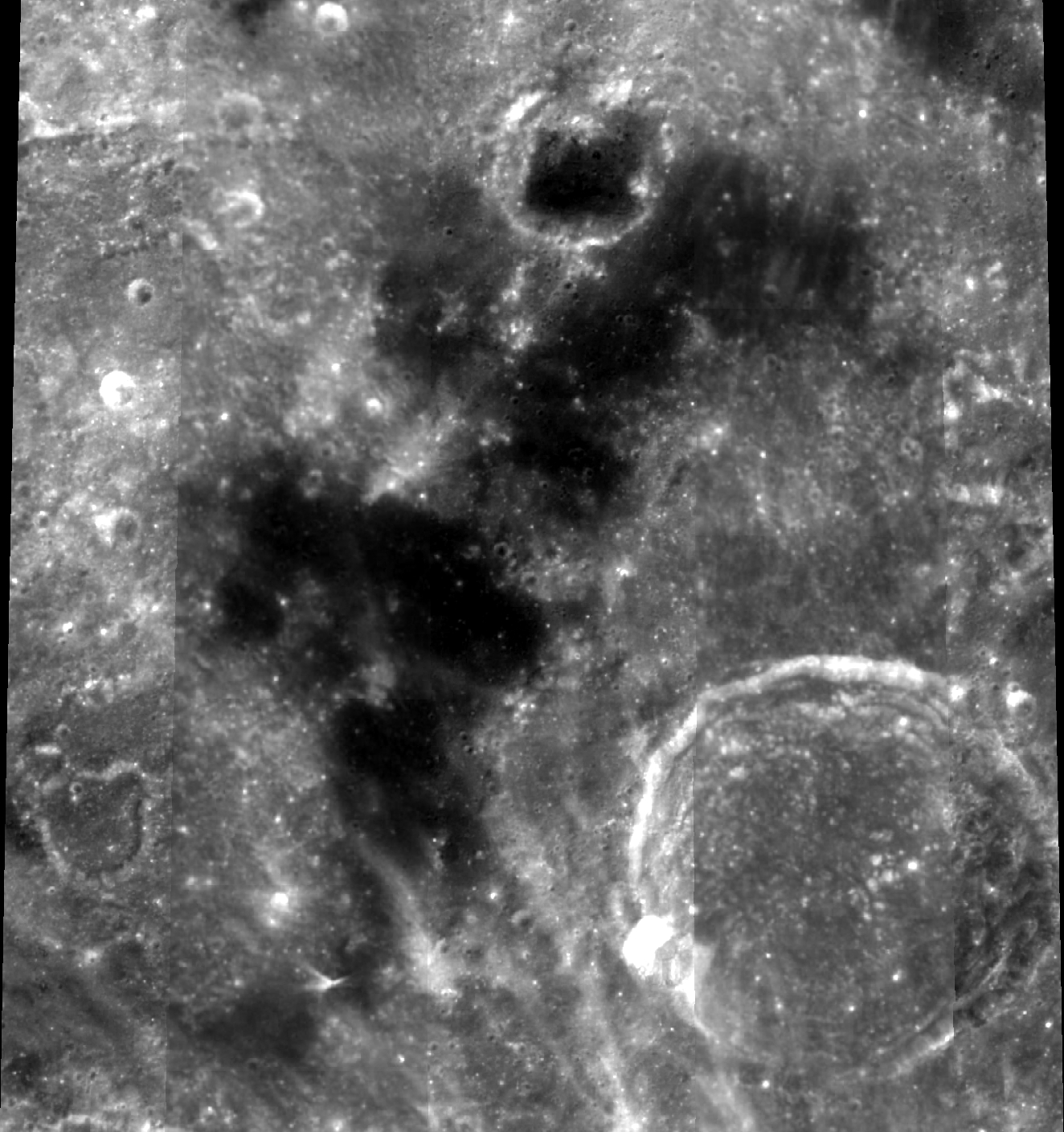
Lacus Bonitatis

Il Lacus Bonitatis ("Lago della bontà", in latino) è un piccolo mare lunare che giace a nordovest del cratere Macrobio; ancora più a nord del lago vi è la catena dei Montes Taurus.
Questo mare è una regione irregolare di lava basaltica con bordi irregolari. Giace entro un diametro di 92 km ed è per lo più orientato da sudovest verso nordest.